# Zmarli we wrześniu 2018

## Wrzesień 2018
- 30 września
  - Danuta Kopacewicz – polska zawodniczka i działaczka żeglarska[1][2]
  - Walter Laqueur – amerykański historyk i publicysta[3]
  - Kim Larsen – duński muzyk rockowy[4]
  - Halina Rotkiewicz – polski pedagog, wiceprezes i sekretarz generalny Polskiego Towarzystwa Pedagogicznego[5][6]
  - Roman Senski – polski plastyk i poeta[7][8]
  - Czesław Strumiłło – polski chemik, rektor Politechniki Łódzkiej[9]
- 29 września
  - Luigi Agnolin – włoski sędzia piłkarski[10]
  - Eugene Gerber – amerykański duchowny katolicki, biskup[11]
  - Angela Maria – brazylijska piosenkarka i aktorka[12][13]
  - Otis Rush – amerykański muzyk, wokalista i gitarzysta bluesowy[14]
  - Grzegorz Russak – polski kucharz, popularyzator tradycyjnej polskiej kuchni, prezenter telewizyjny[15][16][17][18][19]
  - Richard Searfoss – amerykański astronauta[20]
  - Józef Suchy – polski inżynier, profesor nauk technicznych, rektor Politechniki Opolskiej (1996–1999)[21]
  - Hanna Szarmach-Skaza – polska germanistka, wykładowczyni akademicka, autorka podręczników szkolnych[22]
  - Stepan Topal – mołdawski polityk i parlamentarzysta narodowości gagauskiej, gubernator i separatystyczny przywódca Gagauzji w latach 1990–1995[23]
  - Dirceu Vegini – brazylijski duchowny katolicki, biskup Foz do Iguaçu[24]
- 28 września
  - Tamaz Cziladze – gruziński poeta, pisarz i dramaturg[25]
  - Barnabas Sibusiso Dlamini – suazyjski polityk, premier Suazi (Eswatini) w latach 1996–2003 i 2008–2018[26]
  - Ippolito Giani – włoski lekkoatleta, sprinter[27]
  - Lucyna Kobierzycka – polska menedżerka, założycielka Agencji Aktorskiej L Gwiazdy[28][29][30]
  - Robert Kwaśnica – polski pedagog, wykładowca akademicki, współzałożyciel i w latach 1997–2016 rektor Dolnośląskiej Szkoły Wyższej[31][32]
  - Andrzej Lewandowski – polski adwokat, działacz samorządu adwokackiego, odznaczony Złotym Krzyżem Zasługi[33]
  - Ryszard Petek – polski bokser, mistrz Europy[34]
  - Celso José Pinto da Silva – brazylijski duchowny katolicki, arcybiskup metropolita Teresiny[35]
  - Danuta Rossman – polska uczestniczka konspiracji niepodległościowej w czasie II wojny światowej, dama orderów[36]
  - Juris Silovs – łotewski lekkoatleta, sprinter[37]
  - Jarosław Wilner – polski działacz związkowy[38][39]
- 27 września
  - Marty Balin – amerykański muzyk rockowy, wokalista, gitarzysta rytmiczny, kompozytor i autor tekstów[40]
  - Vladimír Laštůvka – czeski polityk i inżynier, więzień polityczny, deputowany do Izby Poselskiej i Parlamentu Europejskiego[41]
  - Czogjal Namkhai Norbu – tybetański pisarz, nauczyciel buddyzmu[42]
  - Zbigniew Ogonowski – polski filozof, profesor nauk humanistycznych, specjalista w zakresie historii filozofii oraz dziejów i myśli braci polskich[43]
- 26 września
  - Henryk Misiak – polski piłkarz i trener[44]
  - Hanna Puławska – polska plastyczka, twórczyni w zakresie tkaniny artystycznej[45]
  - Roger Robinson – amerykański aktor, laureat Tony Award[46]
  - Antonio Santucci – włoski duchowny katolicki, biskup Trivento[47]
- 25 września
  - Helena Almeida – portugalska fotograf i artystka wizualna[48]
  - Evelyn Anthony – brytyjska pisarka[49]
  - Adam Fudali – polski samorządowiec, w latach 1998–2014 prezydent Rybnika[50]
  - Ignacy Krasicki – polski dziennikarz, politolog, działacz PZPR[51]
  - Jack McKinney – amerykański trener koszykówki[52]
  - Wenceslao Selga Padilla – filipiński duchowny katolicki, biskup, prefekt apostolski Ułan Bator[53]
  - Alessandro Pronzato – włoski duchowny katolicki, publicysta[54]
  - Julius Whittier – amerykański futbolista[55]
  - Jacek Wilczur – polski historyk, prawnik i politolog, członek Głównej Komisji Badania Zbrodni Hitlerowskich w Polsce, żołnierz i egzekutor Armii Krajowej[56]
  - Władimir Woronkow – rosyjski biegacz narciarski[57]
- 24 września
  - Norm Breyfogle – amerykański ilustrator komiksów[58]
  - Henryk Bieniewski – polski krytyk teatralny, uczestnik powstania warszawskiego[59]
  - Ronald Bye – norweski polityk, urzędnik i przedsiębiorca, minister transportu i komunikacji w latach 1978–1991[60]
  - Leszek Kasprzyk – polski ekonomista, badacz stosunków międzynarodowych, profesor nauk ekonomicznych[61]
  - Zenon-José Luis Paz – hiszpański polityk i samorządowiec, parlamentarzysta krajowy i europejski[62]
  - Ivar Martinsen – norweski łyżwiarz szybki[63]
  - Tommy McDonald – amerykański futbolista[64]
  - Jadwiga Ossowska-Mallik – polska prawniczka, uczestniczka II wojny światowej, dama orderów[65]
  - Jerzy Ostapiuk – polski śpiewak operowy[66][67]
  - Włodzimierz Więźlak – polski specjalista w zakresie odzieżownictwa, prof. zw. dr inż.[68][69]
  - Lars Wohlin – szwedzki ekonomista, bankowiec, polityk, eurodeputowany[70]
- 23 września
  - Charles K. Kao – chiński fizyk, laureat Nagrody Nobla[71][72]
  - Helmut Köglberger – austriacki piłkarz[73]
  - Gary Kurtz – amerykański producent  filmowy i telewizyjny[74][75]
  - Giennadij Ułanow – rosyjski polityk[76]
  - Kazimierz Tobolski – polski biolog, prof. dr hab.[77]
- 22 września
  - Awraham Du’an – izraelski polityk i pracownik socjalny, poseł do Knesetu[78]
  - Ryszard Dzialuk – polski urzędnik, w latach 1983–1990 dyrektor Lasów Państwowych[79]
  - Juliusz Bohdan Gajewski – polski specjalista w zakresie budowy i eksploatacji maszyn, prof. dr hab. inż.[80][81]
  - Chas Hodges – angielski muzyk i wokalista, członek duetu Chas & Dave[82]
  - Johannes Kapp – niemiecki duchowny katolicki, biskup pomocniczy Fuldy[83]
  - Al Matthews – amerykański aktor i piosenkarz[84]
  - Edna Molewa – południowoafrykańska polityk i parlamentarzystka, minister wód i środowiska, premier Prowincji Południowo-Zachodniej[85]
  - Edward Romanowski – polski uczestnik II wojny światowej, działacz kombatancki, pułkownik WP w stanie spoczynku, wykładowca akademicki[86]
  - Paul John Vasquez – amerykański aktor[87][88]
  - Bogusław Wojciechowski – polski waterpolista[89][90]
  - Adam Zbiegieni – polski architekt i plastyk, Honorowy Obywatel Opola[91][92][93]
- 21 września
  - Kazimierz Bobik – polski hodowca koni i działacz jeździecki[94]
  - Katherine Hoover – amerykańska kompozytorka i flecistka[95]
  - Eugeniusz Konachowicz – polski duchowny prawosławny, dyrygent-psalmista[96]
  - José Roberto López Londoño – kolumbijski duchowny katolicki, biskup Armenii i Jericó[97]
  - Marian Malikowski – polski socjolog, prof. dr hab.[98][99]
  - Witalij Masoł – ukraiński polityk komunistyczny, premier Ukrainy w latach 1994–1995[100]
  - Halina Szaszkiewicz – polska dama orderów zaangażowana w czasie II wojny światowej w ukrywanie Żydów[101][102]
  - Bernard Szczepański – polski zapaśnik, medalista mistrzostw świata, olimpijczyk z Monachium 1972[103]
  - Trần Đại Quang – wietnamski polityk, minister bezpieczeństwa wewnętrznego, prezydent Wietnamu w latach 2016–2018[104]
- 20 września
  - John Cunliffe – angielski autor książek dla dzieci[105][106]
  - Maria Fabijańska – polski zootechnik, prof. dr hab.[107][108]
  - Krystyna Grzybowska – polska dziennikarka i publicystka[109][110][111]
  - Joseph Hoo Kim – jamajski producent muzyczny, założyciel studia nagraniowego Channel One[112]
  - Mohammed Karim Lamrani – marokański przedsiębiorca, milioner, polityk, trzykrotny premier Maroka w latach 1971–1972, 1983–1986, 1992–1994[113]
  - Artur Rejdak – polski regionalista, działacz społeczny i harcerski[114]
  - Ludovikus Simanullang – indonezyjski duchowny katolicki, biskup[115]
  - Gerwazy Świderski – polski chirurg, prof. dr hab. n. med., uczestnik konspiracji niepodległościowej w czasie II wojny światowej[116]
  - Reinhard Tritscher – austriacki narciarz alpejski[117]
  - Conrado Walter – niemiecki duchowny katolicki, pallotyn, misjonarz, biskup[118]
  - Jacob Weitzner – żydowski tłumacz, wykładowca akademicki, kierownik literacki i producent teatralny[119][120]
- 19 września
  - Buren Baya’er – chiński dziennikarz, piosenkarz, autor tekstów[121]
  - Henryk Białczyński – polski statystyk i działacz państwowy, przewodniczący Prezydiów MRN w Żyrardowie i Płocku (1960–1965), wiceminister pracy, płac i spraw socjalnych (1971–1983), prezes Zakładu Ubezpieczeń Społecznych (1981–1983)[122]
  - Győző Kulcsár – węgierski szermierz, szpadzista, medalista olimpijski[123]
  - Marilyn Lloyd – amerykańska polityk[124]
  - Marian Michalski – polski polityk, nauczyciel, poseł na Sejm II kadencji[125]
  - Wojciech Myrda – polski koszykarz[126][127]
  - Denis Norden – amerykański pisarz[128]
- 18 września
  - Jerzy Apanowicz – polski naukowiec, doc. dr habilitowany nauk wojskowych, komandor Marynarki Wojennej[129][130]
  - David DiChiera – amerykański kompozytor muzyki klasycznej[131]
  - Marceline Loridan-Ivens – francuska pisarka, reżyser i aktorka[132]
  - Inge Feltrinelli – włoska fotograf i wydawca[133]
  - Titti Maartmann – norweska saneczkarka[134]
  - Leszek Muth – polski muzyk i inżynier dźwięku, członek zespołów Drumlersi i Romuald i Roman[135][136]
  - Robert Venturi – amerykański architekt[137]
  - Norifumi Yamamoto – japoński zawodnik mieszanych sztuk walki (MMA)[138]
- 17 września
  - Enzo Calzaghe – amerykański trener bokserski, ojciec Joe Calzaghe[139]
  - Andrzej Limański – polski ekonomista, dr hab.[140][141][142]
  - Wacław Niemirski – polski działacz związkowy oraz działacz opozycji demokratycznej w PRL[143]
  - Rafał Skibiński – polski dziennikarz[144]
  - Joanna Sosnowska – polska polityk i urzędniczka samorządowa, posłanka na Sejm III i IV kadencji[145]
- 16 września
  - Maartin Allcock – angielski multiinstrumentalista i producent muzyczny, członek Fairport Convention i Jethro Tull[146]
  - Kevin Beattie – angielski piłkarz[147][148]
  - Big Jay McNeely – amerykański saksofonista rhythm and bluesowy[149][150]
  - Ewa Podolak – polska malarka, rysowniczka, projektant wnętrz[151][152][153]
  - Wiesława Szajewska-Jarzynka – polski stomatolog, prof. dr hab. n. med.[154][155]
  - Jakub Zalewski – polski trener piłki ręcznej[156][157]
  - Klaus Baess – duński żeglarz, medalista olimpijski[158]
- 15 września
  - Kirin Kiki – japońska aktorka[159]
  - Dudley Sutton – angielski aktor[160]
  - Janina Wojnar-Sujecka – polski socjolog, prof. dr hab.[161][162]
- 14 września
  - Beverly Bentley – amerykańska aktorka[163]
  - Majid Gholamnejad – irański piłkarz[164]
  - Anneke Grönloh – holenderska piosenkarka[165][166]
  - Maciej Kaziński – polski muzyk i działacz kulturalny[167][168][169]
  - Zienia Merton – brytyjska aktorka[170]
  - Stanisław Słotołowicz – polski piłkarz i trener[171][172]
  - Zdzisław Turkot – polski działacz na rzecz młodzieży, prezes Polskiego Towarzystwa Schronisk Młodzieżowych[173]
- 13 września
  - Włodzimierz Bławdziewicz – polski działacz podziemia niepodległościowego w czasie II wojny światowej, publicysta i regionalista[174]
  - Adam Bolt – polski specjalista w zakresie budownictwa wodnego i geotechniki, profesor nadzwyczajny Politechniki Gdańskiej[175][176][177]
  - Emmanuel Dabbaghian – syryjski duchowny katolicki, arcybiskup[178]
  - Tadeusz Drewnowski – polski dziennikarz, literaturoznawca, profesor Uniwersytetu Warszawskiego[179]
  - Stanisław Heimberger – polski śpiewak operowy[180][181]
  - Zbigniew Matysiak – polski działacz podziemia niepodległościowego w czasie II wojny światowej, więzień polityczny, sportowiec[182]
  - Marin Mazzie – amerykańska aktorka i piosenkarka[183][184]
  - Karl-Heinz Stadtmüller – niemiecki lekkoatleta, chodziarz[185]
  - Waldemar Wawrzyniak – polski oficer wywiadu i dyplomata, chargé d’affaires ambasady PRL w Sztokholmie (1982–1983)[186]
  - Andrzej Znojkiewicz – polski historyk sztuki, architekt urbanista[187]
- 12 września
  - Walter Mischel – amerykański psycholog[188]
  - Benedict Singh – gujański duchowny katolicki, biskup Georgetown (1972–2003)[189]
  - Stanisław Świercz – polski działacz podziemia niepodległościowego w czasie II wojny światowej, publicysta[190][191]
  - Rachid Taha – algierski piosenkarz[192]
  - Krystyna Wyrobiec – polska piłkarka ręczna[193]
- 11 września
  - Fenella Fielding – brytyjska aktorka[194]
  - Kulsoom Nawaz – pakistańska polityk, żona czterokrotnego premiera Pakistanu Nawaza Sharifa[195][196]
  - Don Panoz – amerykański przedsiębiorca, założyciel firmy Panoz[197]
- 10 września
  - Michel Bonnevie – francuski koszykarz[198]
  - Jan Chmurkowski – polski ekonomista[199][200]
  - Paul Curcio – amerykański producent muzyczny[201]
  - Stanisław Czop – polski lekarz laryngolog i pisarz, dr n. med.[202]
  - Peter Donat – amerykański aktor[203][204]
  - István Géczi – węgierski piłkarz[205]
  - Janusz Gogolewski – polski piłkarz[206]
  - Barbara Konarska – polska poetka[207]
  - Karol Śliwka – polski grafik[208]
- 9 września
  - Frank Andersson – szwedzki zapaśnik[209]
  - Anna Hejka – polska przedsiębiorca, bankier inwestycyjna i mentorka startupów[210]
  - Peter Kretzschmar – niemiecki piłkarz ręczny i trener[211][212]
  - Daniel Küblböck – niemiecki piosenkarz i aktor[213][214]
  - Robert Opratko – austriacki muzyk, kompozytor, dyrygent, aranżer i producent[215]
  - Paweł Puczek – polski skrzypek, profesor sztuk muzycznych[216]
- 8 września
  - Gennadi Gagulia – abchaski polityk, trzykrotny premier tego kraju[potrzebny przypis]
  - Tadeusz Jaros – polski działacz podziemia niepodległościowego w czasie II wojny światowej, publicysta[217][218]
  - Aleksander Menhard – polski dziennikarz, działacz polonijny, uczestnik powstania warszawskiego[219]
  - Lorraine H. Morton – amerykańska nauczycielka, polityk, burmistrz Evanston w latach 1993–2009[220][221]
  - Bożena Pietraszek – polska aktorka[222][223]
  - Chelsi Smith – amerykańska modelka, Miss Universe[224]
  - Ewa Zaleska – polska chemiczka, dr hab.[225][226]
- 7 września
  - Krzysztof Baranowski – polski historyk, prof. dr hab.[227][228][229]
  - Samuel Bodman – amerykański polityk, sekretarz energii (2005–2009)[230]
  - Stanisław Dawidczyk – polski regionalista, działacz kurpiowski[231][232]
  - Wiesław Gruszkowski – polski architekt, urbanista, emerytowany profesor Politechniki Gdańskiej[233]
  - Andrzej Kapuściński – polski specjalista w zakresie medycyny nuklearnej, prof. dr hab.[234][235]
  - Mac Miller – amerykański raper, autor tekstów i producent muzyczny[236]
  - Szarlota Pawel – polska graficzka, rysowniczka i scenarzystka komiksowa[237]
  - Hanna Smólska – polska aktorka[238]
  - Paweł Waloszek – polski żużlowiec[239]
  - Sheila White – angielska aktorka[240]
- 6 września
  - Zbigniew Bela – polski historyk farmacji, prof. dr hab., prozaik[241][242]
  - Peter Benson – brytyjski aktor[243]
  - Wojciech Budzyński – polski specjalista nauk rolniczych, agronom, prof. zw. dr hab.[244][245]
  - Richard DeVos – amerykański przedsiębiorca i miliarder, współzałożyciel Amway, właściciel Orlando Magic[246]
  - Liz Fraser – brytyjska aktorka[247]
  - Diane Leather – angielska lekkoatletka[248][249]
  - Madeleine Yayodele Nelson – amerykańska perkusjonistka[250]
  - Wiesław Olszak – polski inżynier, profesor nauk technicznych[251]
  - Burt Reynolds – amerykański aktor[252]
  - Claudio Scimone – włoski dyrygent[253]
  - Wiktorian Tarnawski – polski specjalista w zakresie maszyny i urządzeń przemysłu papierniczego i drzewnego, prof. dr hab. inż.[254][255][256]
- 5 września
  - Rachael Bland – brytyjska dziennikarka, prezenterka radiowa i telewizyjna[257]
  - Jerzy Drygalski – polski ekonomista, menedżer i urzędnik państwowy, wiceminister przekształceń własnościowych[258]
  - Freddie Oversteegen – holenderska działaczka ruchu oporu w czasie II wojny światowej[259][260]
  - Beatriz Segall – brazylijska aktorka[261]
- 4 września
  - Leszek Bazant – polski zawodnik  sędzia podnoszenia ciężarów[262][263]
  - Régis Belzile – kanadyjski duchowny katolicki, biskup[264]
  - Marijan Beneš – jugosłowiański bokser, mistrz Europy[265]
  - Sydney Charles – trynidadzki duchowny katolicki, biskup[266]
  - Bill Daily – amerykański aktor[267]
  - Vladeta Jerotić – serbski neuropsychiatra i psychoterapeuta, eseista i teolog prawosławny[268]
  - Paul Koech – kenijski lekkoatleta, długodystansowiec[269]
  - Christopher Lawford – amerykański pisarz i aktor[270]
  - Stanisław Michalik – polski samorządowiec i nauczyciel, burmistrz Głuszycy (1994–1998), starosta wałbrzyski (2002)[271]
  - Adam Naruszewicz – polski koszykarz[272]
  - George Pradel – amerykański polityk, w latach 1995–2015 burmistrz Naperville[273][274]
  - Krzysztof Sitko – polski piłkarz[275]
  - Stanisław Wolff – polski specjalista w zakresie metalurgii, prof. dr hab. inż.[276][277][278]
- 3 września
  - Dżalaluddin Hakkani – afgański mułła i dowódca wojskowy[279]
  - Ju Kyu Ch’ang – północnokoreański generał i polityk[280]
  - Stanisław Olczak – polski historyk[281]
  - Jacqueline Pearce – brytyjska aktorka[282][283]
  - Katyna Ranieri – włoska piosenkarka, aktorka[284][285]
- 2 września
  - Tome Bukleski – jugosłowiański (macedoński) polityk, przewodniczący Prezydencji (prezydent) Socjalistycznej Republiki Macedonii (1984–1985)[286]
  - Edward Dziemianowicz – polski żołnierz podziemia niepodległościowego w czasie II wojny światowej oraz powojennego podziemia antykomunistycznego[287][288]
  - Ian Lariba – filipińska tenisistka stołowa[289]
  - Conway Savage – australijski pianista jazzowy, członek zespołu Nick Cave and the Bad Seeds[290]
- 1 września
  - Kenneth Bowen – walijski śpiewak operowy[291]
  - Witold Cichacz – polski artysta plastyk[292]
  - Antoni Filipowicz – polski fitopatolog, prof. dr hab.[293][294][295]
  - Czesław Jaworski – polski prawnik, adwokat, w latach 1995–2001 prezes Naczelnej Rady Adwokackiej, redaktor naczelny „Palestry”[296]
  - Bronisław Karwowski – polski żołnierz podziemia niepodległościowego w czasie II wojny światowej oraz powojennego podziemia antykomunistycznego[297]
  - Maria Michałowska – polska malarka i graficzka, wykładowczyni akademicka[298][299]
  - Bogusław Petryszak – polski biolog, prof. dr hab.[300][301]
  - Tarun Sagar – indyjski mnich Digambara[302]
  - Jean Seitlinger – francuski polityk i prawnik, parlamentarzysta krajowy i europejski[303]
  - Margit Sandemo – norweska pisarka[304]
  - Randy Weston – amerykański pianista i kompozytor jazzowy[305]
  - Waldemar Wierzbanowski – polski piłkarz[306]

data dzienna nieznana
- Diana Karatiejewa – rosyjska kickboxerka[307]
- Zygmunt Orlik – polski historyk, nauczyciel i regionalista[308][309]